# Amazona vinacea
Amazona vinacea là một loài chim trong họ Psittacidae.
Loài vẹt này được tìm thấy ở Uruguay, Brasil, Argentina

## Hình ảnh

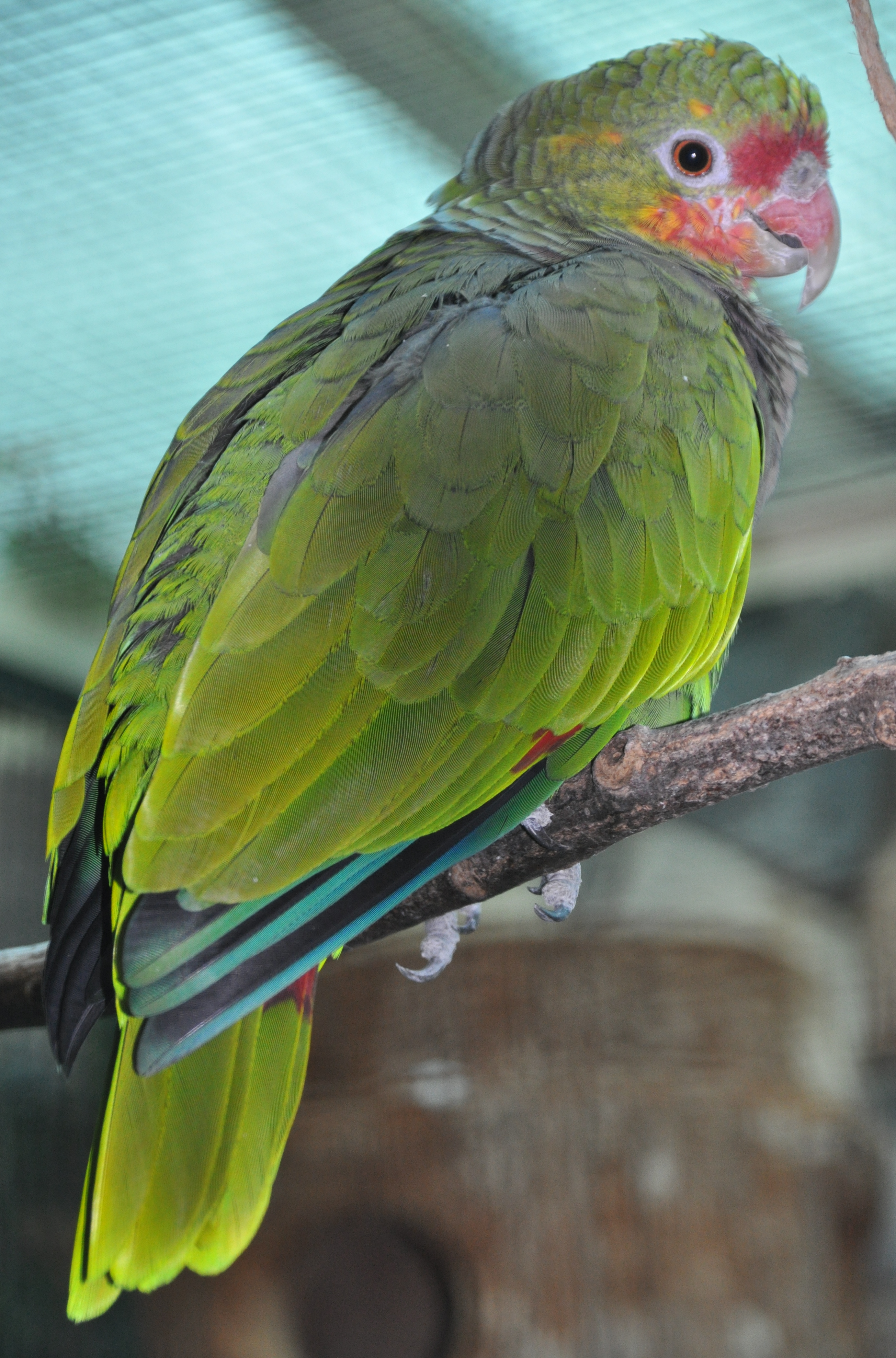
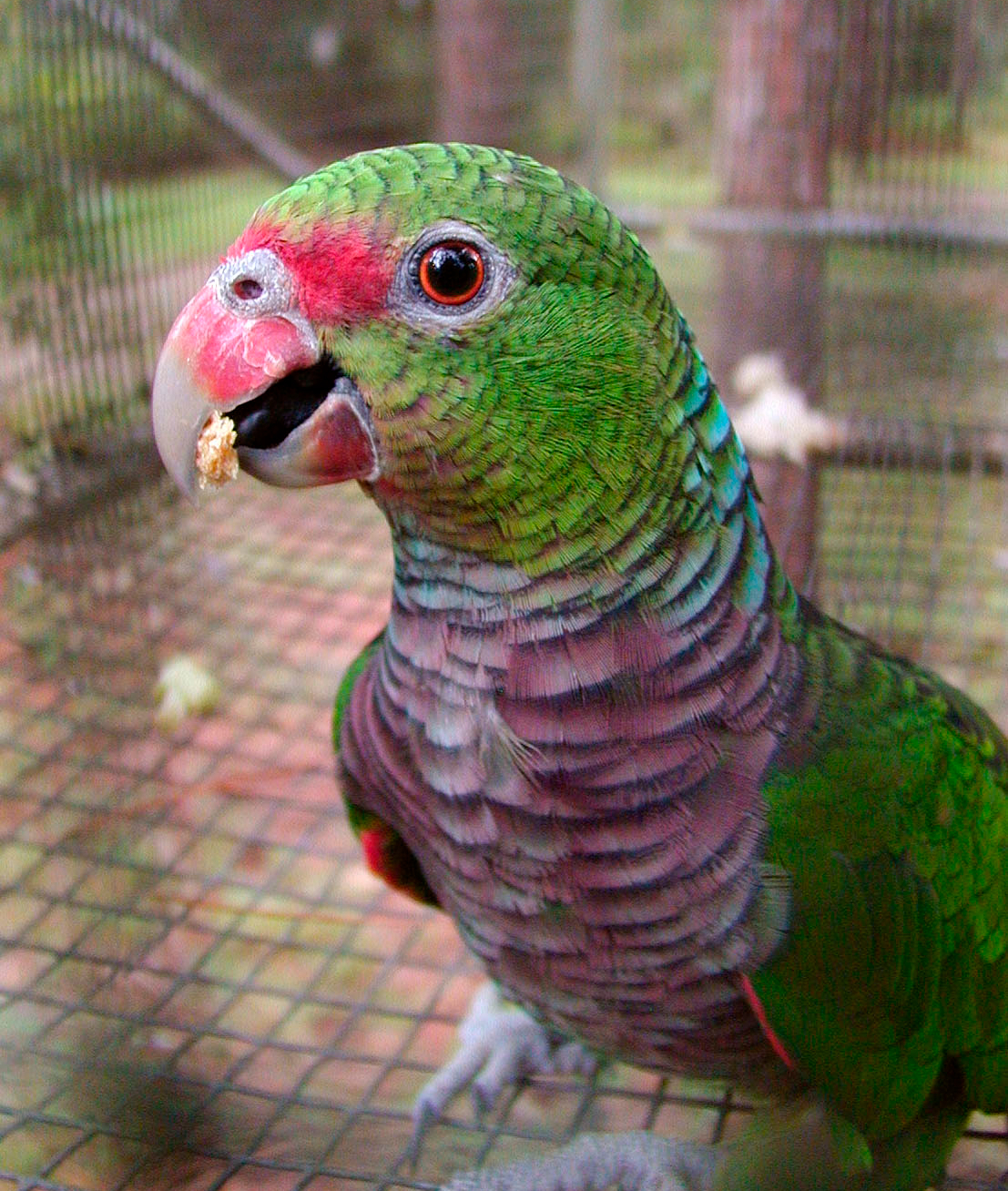
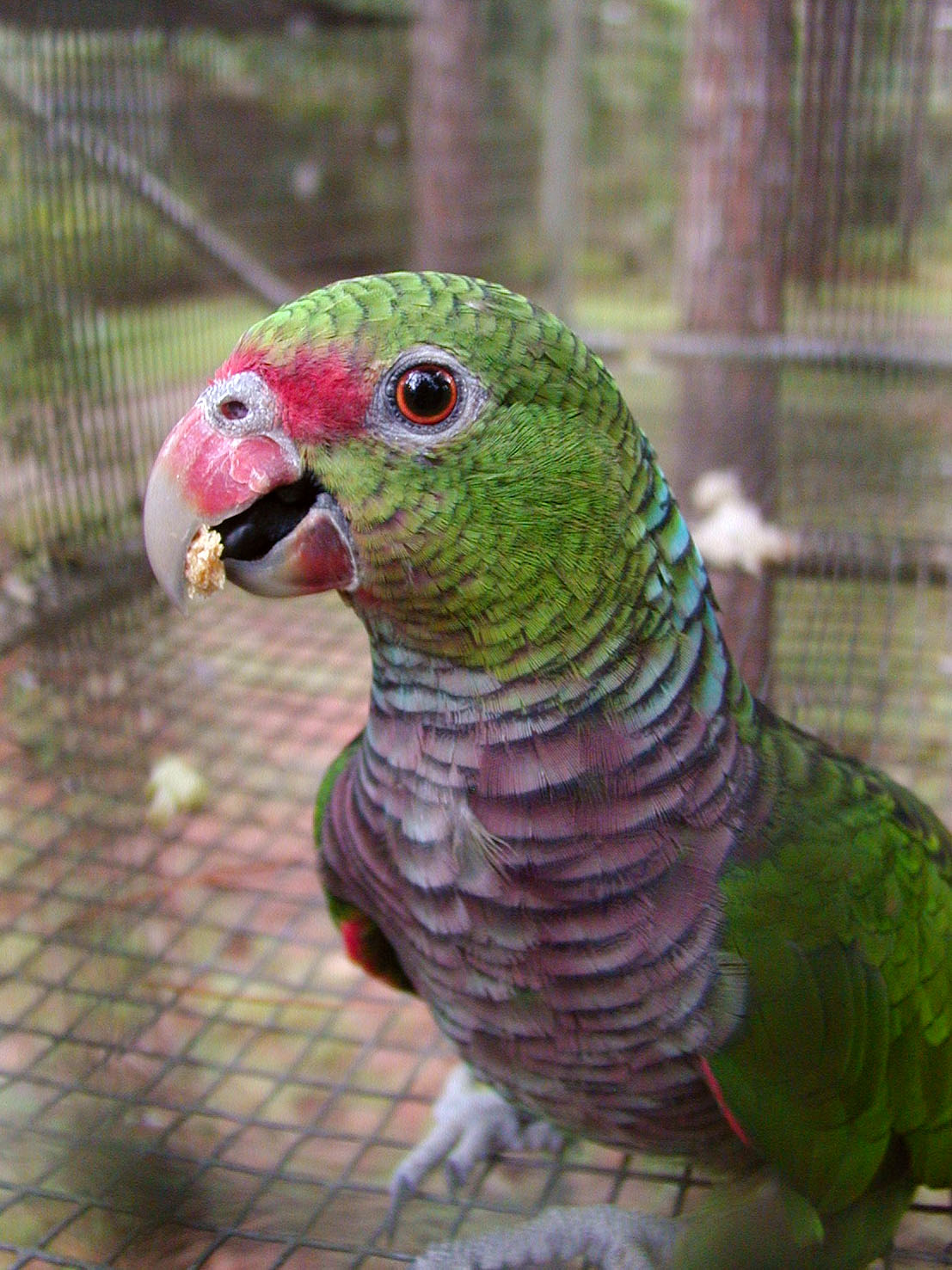
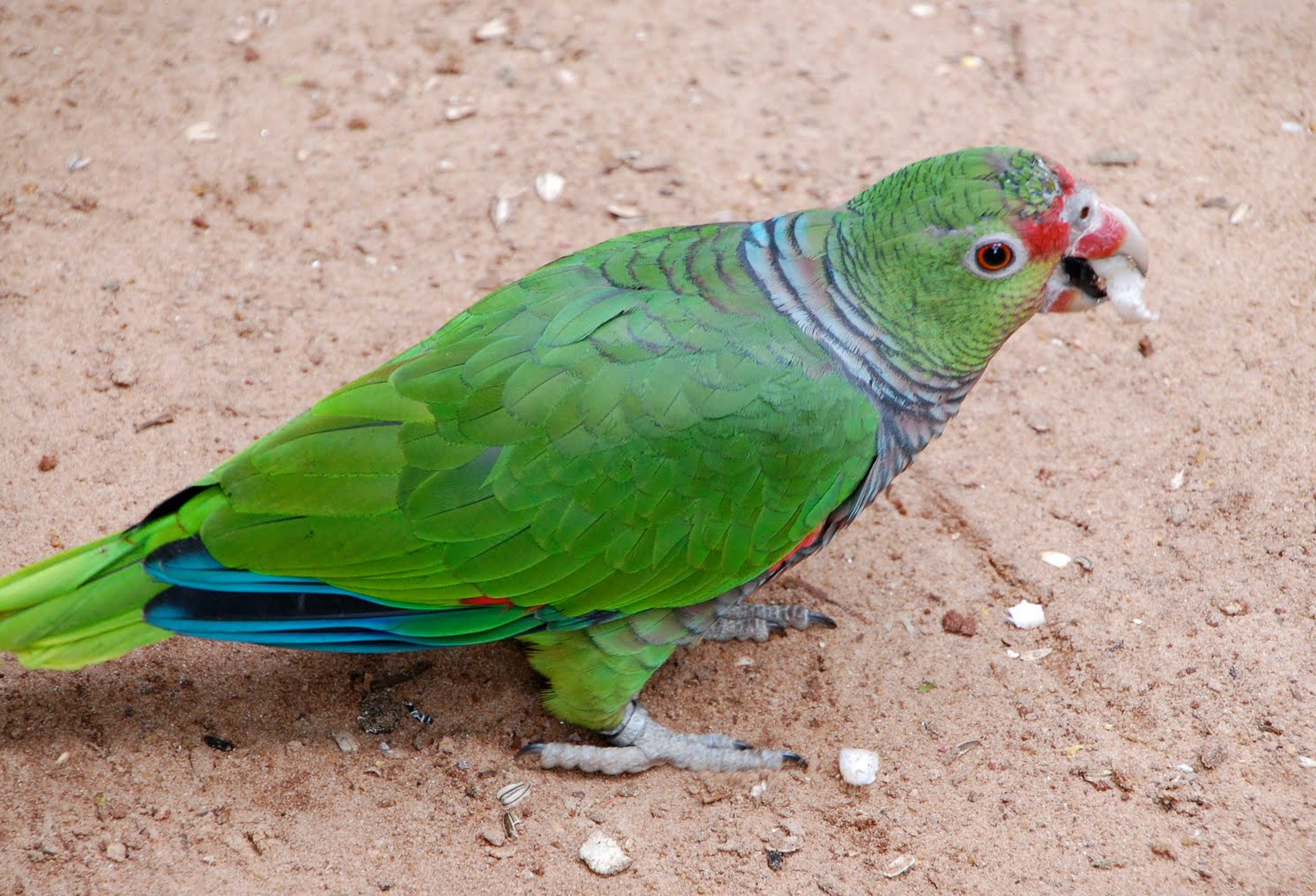